# Downs-Nunatak
Der Downs-Nunatak ist ein rund 1000 m hoher Nunatak des Palmerlands im südlichen Teil der Antarktischen Halbinsel. Im Crescent Scarp unweit der Fallières-Küste ragt er zwischen den Garcie Peaks und dem Webb Peak auf.
Luftaufnahmen des Nunataks entstanden 1940 bei der United States Antarctic Service Expedition (1939–1941) sowie 1966 durch die United States Navy. Der British Antarctic Survey führte zwischen 1970 und 1973 Vermessungen durch. Das Advisory Committee on Antarctic Names benannte ihn nach Bobby G. Downs, Koch auf der Palmer-Station im antarktischen Winter 1968.